# Juri Iwanowitsch Tischkow
Juri Iwanowitsch Tischkow (russisch Юрий Иванович Тишков; * 12. März 1971 in Moskau; † 11. Januar 2003 ebenda) war ein russischer Fußballspieler auf der Position eines Stürmers.

## Lebenslauf
Tischkow begann seine Laufbahn bei seinem Heimatverein Torpedo Moskau, für dessen erste Mannschaft er von 1988 bis 1992 im Einsatz war. Gleich in seiner ersten Spielzeit 1988 belegte er mit Torpedo in der sowjetischen Meisterschaft den dritten Platz hinter den ukrainischen Vertretern von Dnipro Dnipropetrowsk (Meister) und Dynamo Kiew (Vizemeister), wodurch Torpedo die erfolgreichste russische Mannschaft jener Spielzeit war. Außerdem erreichte Tischkow mit Torpedo das Pokalfinale, das gegen den ukrainischen Verein Metalist Charkiw verloren wurde. Auch in der folgenden Spielzeit wurde das Pokalfinale erreicht und diesmal gegen den Vorjahresmeister Dnipro Dnipropetrowsk verloren.
Im UEFA-Pokal 1990/91 erreichte Torpedo über GAIS Göteborg, den FC Sevilla und den AS Monaco das Viertelfinale, in dem man sich dem dänischen Vertreter Brøndby IF erst im Elfmeterschießen geschlagen geben musste. Mit sechs Treffern, die er in diesem Wettbewerb erzielte, lag Tischkow gleichauf mit dem Portugiesen Jorge Sadete von Sporting Lissabon und dem deutschen Rekordnationalspieler Lothar Matthäus vom späteren Turniersieger Inter Mailand. Sie alle wurden nur von Rudi Völler vom Finalisten AS Rom überrundet, der es auf zehn Treffer brachte.
In der Abschlusstabelle 1991 belegte Tischkow mit Torpedo noch einmal den dritten Rang hinter den beiden Moskauer Stadtrivalen ZSKA (Meister) und Spartak (Vizemeister). Abermals stieß Torpedo bis ins Pokalfinale vor, wo man diesmal dem Meister ZSKA Moskau mit 2:3 unterlag. Tischkow hatte beide Treffer für Torpedo erzielt.
Anschließend wechselte Tischkow zum Stadtrivalen Dynamo Moskau, mit dem er 1994 Vizemeister der 1992 eingeführten russischen Premjer-Liga wurde und am 14. Juni 1995 endlich auch einen Pokalsieg (8:7 im Elfmeterschießen gegen Rotor Wolgograd) feiern durfte.
Anfang 1998 wechselte Tischkow zu Rubin Kasan, musste jedoch noch im selben Jahr seine aktive Laufbahn aufgrund einer langwierigen und dauerhaften Verletzung beenden. In den folgenden Jahren trainierte er eine Jugendmannschaft von Torpedo Moskau und begann eine Tätigkeit als Spielervermittler. Es gibt Spekulationen, wonach seine Ermordung auf diese Tätigkeit zurückzuführen ist. Denn man fand ihn erstochen in der Nähe seiner Moskauer Wohnung und sein Mörder wurde nie ermittelt.

## Erfolge
- Russischer Vizemeister: 1994
- Russischer Pokalsieger: 1995
- Sowjetischer Pokalfinalist: 1988, 1989, 1991